# Una moglie
Una moglie (A Woman Under the Influence) è un film del 1974 diretto da John Cassavetes.
Il film fu candidato all'Oscar per la miglior regia e attrice protagonista (Gena Rowlands).
Nel 1990 è stato scelto per la conservazione nel National Film Registry della Biblioteca del Congresso degli Stati Uniti.
L'opera è reperibile in rete

## Trama
Mabel è la moglie dell'operaio edile di origine italiana Nick Longhetti, ed è la madre di tre bambini. La coppia è legata da un sentimento di dolce affetto e complicità ma il marito, uomo che sa essere molto premuroso, è spesso preso dal troppo lavoro e torna a casa nervoso e intrattabile. Mabel è una donna emotivamente fragile, alla ricerca costante di affetto e attenzione da parte della famiglia, degli amici e degli estranei. Quando la situazione diventa per lei insostenibile, ha un grave crollo psichico e Nick, assieme al dottore di famiglia, prende la decisione di farla ricoverare in un ospedale psichiatrico. Dopo alcuni mesi fa ritorno a casa: i parenti si aspettano di trovare una Mabel finalmente guarita.
Nell'intento di apparire perfettamente ristabilita, non sa più come comportarsi e non riuscendo a sostenere la situazione, chiede di poter rimanere da sola. Nick alza la voce e la donna è in preda ad una nuova crisi. I parenti vengono fatti allontanare frettolosamente e Nick le tira uno schiaffo per cercare di farla ragionare. Ancora nel pieno della crisi, Mabel si chiude in bagno e cerca di ferirsi ai polsi con una lametta ma il marito riesce in tempo ad evitare il peggio. I bambini, che hanno assistito alla violenta scena, vedono la madre sanguinante; nella casa regna il caos. Nel finale ritorna la tranquillità, Mabel riprende piena coscienza, mette amorevolmente a letto i figli e, grazie a quella reciproca complicità che li accomuna, si prepara per coricarsi a letto assieme a Nick.

## Critica
Cahiers du cinéma, 1992
Frédéric Strauss dedica un saggio al film e scrive, diciotto anni dopo l'uscita, che il cinema di Cassavetes, in quel momento, è un punto riferimento per ogni regista e anche per i critici, uno strumento di valutazione estetica (dire che un film sia più o meno cassavetinano è sufficiente ad inquadrarlo  e a esprimere un giudizio). Una moglie (in francese Une femme sous influence) è un film prezioso all'interno della filmografia del regista nonostante non sia valutato come quello riuscito meglio. Nella bellezza della messa in scena e nell'equilibrio Cassavetes ci offre un piccolo aspetto segreto, e rimasto nuovo, del suo talento: vedere, nell'ultima sequenza del film, i Longhetti rifare il loro letto, rappresenta un grande momento.
Il Mereghetti. Dizionario dei film (1993): ****
«... un realismo che non ha più nulla di naturalistico... l'emergere dei contrasti tra i sessi e le generazioni è filmato con una forza e una originalità d'approccio esemplare...»

## Riconoscimenti
- 1975 – Golden Globe
  - Miglior attrice in un film drammatico a Gena Rowlands
- 1974 – National Board of Review
  - Miglior attrice a Gena Rowlands
- 1975 – Festival internazionale del cinema di San Sebastián
  - Concha de Plata alla migliore attrice a Gena Rowlands
- 1976 – Kansas City Film Critics Circle Awards
  - Miglior attrice a Gena Rowlands